# Bōkyaku tantei shirīzu
Bōkyaku tantei shirīzu (忘却探偵シリーズ? lett. "Serie di detective dell'oblio") è una serie di light novel scritta da Nisio Isin e illustrata da Vofan. La serie ha iniziato la pubblicazione a ottobre 2014 per conto di Kōdansha BOX. L'opera segue le vicende di Kyōko Okitegami, una detective che deve risolvere dei casi, ma in un solo giorno, in quanto si dimentica tutto quello che accade il giorno precedente.
Dalla serie è stato tratto un adattamento manga, Okitegami Kyōko no bibōroku (掟上今日子の備忘録?), disegnato da Asami Yō e pubblicato sulla rivista Monthly Shōnen Magazine da agosto 2015 a marzo 2017, e un adattamento live-action in dieci puntate, diretto da Satō Tōya e trasmesso su NTV dal 10 ottobre al 12 dicembre 2015.

## Personaggi
Kyōko Okitegami (掟上今 日子?, Okitegami Kyōko)
È la protagonista dell'opera, una detective di venticinque anni che soffre di una particolare forma di amnesia, che le fa dimenticare tutto non appena si addormenta. Questa condizione la costringe a risolvere i casi che le affidano il giorno stesso.

## Media

### Light novel
La light novel è scritta da Nisio Isin con le illustrazioni di Vofan, ed è pubblicata a partire da ottobre 2014 da Kōdansha per l'etichetta Kōdansha BOX. Per pubblicizzare l'uscita dell'opera, la casa d'animazione Shaft, ha creato due video promozionali raffigurante i personaggi della serie Monogatari, l'opera più celebre di Nisio Isin, e la versione animata della protagonista, Kyōko.
| Nº | Giapponese 「Kanji」 - Rōmaji                              | Data di prima pubblicazione             | Data di prima pubblicazione |
| Nº | Giapponese 「Kanji」 - Rōmaji                              | Giapponese                              |                             |
| 1  | 「掟上今日子の備忘録」 - Okitegami Kyōko no bibōroku       | 15 ottobre 2014 ISBN 978-4-06-219202-6  |                             |
| 2  | 「掟上今日子の推薦文」 - Okitegami Kyōko no suisen bun     | 23 aprile 2015 ISBN 978-4-06-219450-1   |                             |
| 3  | 「掟上今日子の挑戦状」 - Okitegami Kyōko no chōsen-jō      | 19 agosto 2015 ISBN 978-4-06-219712-0   |                             |
| 4  | 「掟上今日子の遺言書」 - Okitegami Kyōko no igonsho        | 6 ottobre 2015 ISBN 978-4-06-219784-7   |                             |
| 5  | 「掟上今日子の退職願」 - Okitegami Kyōko no taishoku negai | 17 dicembre 2015 ISBN 978-4-06-219906-3 |                             |
| 6  | 「掟上今日子の婚姻届」 - Okitegami Kyōko no konintodoke    | 17 maggio 2016 ISBN 978-4-06-220071-4   |                             |
| 7  | 「掟上今日子の家計簿」 - Okitegami Kyōko no kakeibo        | 23 agosto 2016 ISBN 978-4-06-220270-1   |                             |
| 8  | 「掟上今日子の旅行記」 - Okitegami Kyōko no ryokōki        | 17 novembre 2016 ISBN 978-4-06-220376-0 |                             |
| 9  | 「掟上今日子の裏表紙」 - Okitegami Kyōko no uraomoteshi    | 24 maggio 2017 ISBN 978-4-06-220576-4   |                             |
| 10 | 「掟上今日子の色見本」 - Okitegami Kyōko no iro mihon      | 19 gennaio 2018 ISBN 978-4-06-220875-8  |                             |
| 11 | 「掟上今日子の乗車券」 - Okitegami Kyōko no jōshaken       | 5 ottobre 2018 ISBN 978-4-06-513204-3   |                             |
| 12 | 「掟上今日子の設計図」 - Okitegami Kyōko no sekkeizu       | 18 marzo 2020 ISBN 978-4-06-518990-0    |                             |
| 13 | 「掟上今日子の鑑札票」 - Okitegami Kyōko no kansatsu-hyō   | 22 aprile 2021 ISBN 978-4-06-522792-3   |                             |
| 14 | 「掟上今日子の忍法帖」 - Okitegami Kyōko no ninpō chō      | 8 giugno 2022 ISBN 978-4-06-527703-4    |                             |

### Manga
Un adattamento manga, è disegnato da Asami Yō e serializzato sul Monthly Shōnen Magazine della casa editrice Kōdansha dal 6 agosto 2015 al 26 marzo 2017. Il 16 ottobre 2015 è stato pubblicato il primo volume tankōbon mentre il quinto nonché l'ultimo il 17 aprile 2017.
| Nº | Giapponese 「Kanji」 - Rōmaji                           | Data di prima pubblicazione            | Data di prima pubblicazione |
| Nº | Giapponese 「Kanji」 - Rōmaji                           | Giapponese                             |                             |
| 1  | 「掟上今日子の備忘録1」 - Okitegami Kyōko no bibōroku 1 | 16 ottobre 2015 ISBN 978-4-06-377343-9 |                             |
| 2  | 「掟上今日子の備忘録2」 - Okitegami Kyōko no bibōroku 2 | 15 aprile 2016 ISBN 978-4-06-377446-7  |                             |
| 3  | 「掟上今日子の備忘録3」 - Okitegami Kyōko no bibōroku 3 | 17 agosto 2016 ISBN 978-4-06-393024-5  |                             |
| 4  | 「掟上今日子の備忘録4」 - Okitegami Kyōko no bibōroku 4 | 17 gennaio 2017 ISBN 978-4-06-393118-1 |                             |
| 5  | 「掟上今日子の備忘録5」 - Okitegami Kyōko no bibōroku 5 | 17 aprile 2017 ISBN 978-4-06-393180-8  |                             |

### Live action
Un adattamento live-action, diretto da Satō Tōya con la sceneggiatura di Nogi Akiko, ha iniziato la trasmissione dal 10 ottobre 2015 su NTV. Al debutto, la serie guadagna il "12.9%" di share, nella regione di Kantō.